# Rafael Bernal
Pour les articles homonymes, voir Bernal.
Rafael Bernal, né le 28 juin 1915 à Mexico au Mexique et mort le 17 septembre 1972 à Berne en Suisse, est un romancier, poète, dramaturge, essayiste, journaliste et diplomate mexicain.

## Biographie
Après des études au Mexique et à Montréal, au Canada, il travaille comme journaliste de radio et de télévision. En 1960, il est nommé diplomate et occupe successivement des postes au Honduras, au Pérou, aux Philippines, au Japon et en Suisse. En 1972, il obtient un doctorat ès lettres à l'université de Fribourg.
En 1961, il publie Le Complot mongol (El complot mongol). Selon Claude Mesplède, le romancier Paco Ignacio Taibo II qualifie ce roman comme « le premier roman noir mexicain ». Dans cette œuvre au style lapidaire, un tueur à gages désabusé et solitaire est contraint de coopérer avec le FBI et le KGB pour démanteler une opération terroriste ourdie contre le président des États-Unis.
Il était le frère du célèbre archéologue Ignacio Bernal.

## Œuvre

### Poésie
- Federico Reyes, el cristero (1941)
- Improperio a Nueva York y otros poemas (1943)

### Romans
- Memorias de Santiago Oxtotilpan (1945)
- Un muerto en la tumba (1946)
- Su nombre era muerte (1947)
- El fin de la esperanza (1948)
- Caribal. El infierno verde (1955)
- El complot mongol (1961) Publié en français sous le titre Le Complot mongol, Paris, traduit par Claude Fell, (préface de Paco Ignacio Taibo II), Paris, Le Serpent à Plumes, coll. « Serpent noir », 2004  (ISBN 2-84261-393-7)
- Tierra de gracia (1963)

### Recueil de nouvelles
- 3 novelas policiacas (1946) (contient : El extraño caso de Aloysius Hands, De muerte natural et El heroico don Serafín) Publié de façon partielle sous le titre La mort se lève tôt (De muerte natural), dans Menaces, anthologie de la nouvelle noire et policière latino-américaine, Nantes, L'Atalante, coll. « Bibliothèque de l'évasion », 1993  (ISBN 2-905158-72-7)

### Contes
- Trópico (1946)
- En diferentes mundos (1967)
- Doce narraciones inéditas (2006)

### Biographie
- Gente de mar (1950)

### Pièces de théâtre
- La carta (1950)
- Antonia (1950)
- El ídolo (1952)
- Soledad (1952)
- La paz contigo o el martirio del padre Pro (1955)
- Teatro: Antonia; El maíz en la casa; La paz contigo; La carta (1961)
- El maíz en la casa (1965)

### Essais
- México en Filipinas: estudio de una transculturación (1965)
- El gran océano (1992)
- Mestizaje y criollismo en la literatura de la Nueva España del siglo XVI (1994)

## Filmographie

### Adaptation
- 1978 : El complot mongol, film mexicain réalisé par Antonio Eceiza, adaptation du roman éponyme, avec Pedro Armendáriz, fils, Ernesto Gómez Cruz et Blanca Guerra

## Sources
: document utilisé comme source pour la rédaction de cet article.
- Claude Mesplède (dir.), Dictionnaire des littératures policières, vol. 1 : A - I, Nantes, Joseph K, coll. « Temps noir », 2007, 1054 p. (ISBN 978-2-910-68644-4, OCLC 315873251), p. 212-213